# Heinrich-Wieland-Preis
Der Heinrich-Wieland-Preis (HWP) ist nach dem deutschen Chemiker und Nobelpreisträger Heinrich Otto Wieland (1877–1957) benannt. Ab 1964 wurde der Heinrich-Wieland-Preis einmal jährlich für innovative wissenschaftliche Arbeiten in den Bereichen Biochemie, Chemie, Physiologie und klinische Medizin der Fette und Lipide vergeben. Das Gebiet, auf dem der HWP heute (Stand 2013) vergeben wird, sind biologisch aktive Moleküle und Systeme sowie deren klinische Bedeutung in der Chemie, Biochemie und Physiologie. Der Preis gehört international zu den renommiertesten Auszeichnungen und ist (Stand 2025) mit 250.000 Euro dotiert.

## Geschichte
Der Preis wurde 1963 eingerichtet und seit 1964 jährlich vergeben, darunter auch an spätere Nobelpreisträger. Seit 1989 existiert zudem auch als Auszeichnung für das Lebenswerk die Heinrich Wieland Medaille in Gold, die nicht jährlich verliehen wird. Im Jahr 2000 beendete das Margarine-Institut die Stifterrolle für den Preis, die das Institut seit 1963 innehatte; seither wurde der Preis zunächst von dem Pharmaunternehmen Boehringer Ingelheim gestiftet. Grund ist die enge Bindung des Namensgebers an die Familie und die Firma Boehringer; Heinrich Wieland war ein Cousin von Helene Boehringer, der Frau von Firmengründer Albert Boehringer. Von 1915 bis in die 1920er Jahre war Heinrich Wieland zudem Berater bei Boehringer Ingelheim und baute in dieser Zeit die erste wissenschaftliche Abteilung des Unternehmens auf. Seit 2011 wird der Preis durch die Boehringer Ingelheim Stiftung dotiert.

## Preisträger
Quelle:
- 1964 Ernst Klenk, Institute for Physiology and Chemistry, Universität Köln (Deutschland)
- 1965 Wilhelm Stoffel, Institute for Physiology and Chemistry, Universität Köln (Deutschland)
- 1966 nicht vergeben
- 1967 Heinrich Wagener, Universitätsklinikum, Heidelberg (Deutschland); Bruno Frosch, Universitätsklinikum, Heidelberg (Deutschland)
- 1968 David Adriaan van Dorp, Unilever Research Laboratories, Vlaardingen (Niederlande)
- 1969 Werner Seubert, Institute for Physiology and Chemistry, Universität Göttingen (Deutschland)
- 1970 Christian Bode, Universitätsklinikum, Marburg  (Deutschland); Harald Goebell, Universitätsklinikum, Marburg (Deutschland)
- 1971 Laurens van Deenen, Biochemical Laboratory, Rijksuniversiteit, Utrecht (Niederlande)
- 1972 Heiner Greten, Universitätsklinikum, Heidelberg (Deutschland); Kurt Oette, Universitätsklinikum, Köln (Deutschland)
- 1973 Shōsaku Numa, Department of Medical Chemistry, Kyoto University, Faculty of Medicine (Japan)
- 1974 Michael S. Brown, University of Texas, Health Science Centre Dallas, South-western Medical School, Department of Internal Medicine (USA); Joseph L. Goldstein, University of Texas, Health Science Centre Dallas, South-western Medical School, Department of Internal Medicine (USA)
- 1975 Ernst Ferber, Max-Planck-Institute for Immunobiology, Freiburg-Zähringen (Deutschland); Klaus Resch, Institute for Immunobiology, Universität Heidelberg (Deutschland)
- 1976 Dietrich Seidel, Medicinal University Hospital, Institute for Microbiology and Biology, Heidelberg (Deutschland); Eckhart Schweizer, Institut für Biochemie, Universität Erlangen-Nürnberg (Deutschland)
- 1977 Gerd Assmann, Institute for Clinical Chemistry, University Hospital, Institute for Biochemistry and Technology, Köln (Deutschland); Helmut K. Mangold, H.P.-Kaufmann-Institut, Federal Institute for Lipid Research, Münster (Deutschland)
- 1978 Olga Stein, Lipid Research Laboratory, Hadassah University Hospital, Jerusalem (Israel); Yechezkiel Stein, Lipid Research Laboratory, Hadassah University Hospital, Jerusalem (Israel)
- 1979 Konrad Sandhoff, Institute for Organic Chemistry and Biochemistry, Rheinische Friedrich-Wilhelm-University, Bonn (Deutschland)
- 1980 H. Bryan Brewer, Molecular Disease Branch Department of Health, Education and Welfare, Public Health Service, National Institutes of Health, Bethesda, Maryland (USA); Barry Lewis, Department of Chemical Pathology Metabolic Disorders, St. Thomas’s Hospital, Medical School, London (Vereinigtes Königreich)
- 1981 Bengt I. Samuelsson, Karolinska Institutet, Department of Physiological Chemistry, Stockholm (Schweden)
- 1982 Hansjörg Eibl, Max-Planck-Institut, Karl-Friedrich-Bonhoeffer-Institut, Göttingen (Deutschland); Robert William Mahley, The Gladstone Foundation, San Francisco General Hospital, Medical Center, San Francisco (USA)
- 1983 John M. Dietschy, University of Texas, Department of Internal Medicine, Division of Gastroenterology, Dallas (USA)
- 1984 Olaf Adam, Medizinische Poliklinik, Universitätsklinikum, München (Deutschland); Gerhart Kurz, Institute for Organic Chemistry and Biochemistry, Universität Freiburg im Breisgau (Deutschland)
- 1985 Guy Ourisson,  Centre de Neurochemie, Université Louis Pasteur, Straßburg (Frankreich)
- 1986 Eugene P. Kennedy, Harvard Medical School, Department of Biological Chemistry, Boston (USA)
- 1987 Akira Endō, Department of Agricultural and Biological Chemistry, Tokyo Noko University, Tokyo (Japan); Dietrich Keppler, Institute for Nuclear Medicine, Department Tumorbiochemistry, Deutsches Krebsforschungszentrum (DKFZ), Heidelberg (Deutschland)
- 1988 Lawrence C. B. Chan, Department of Cell Biology and Medicine, Baylor College of Medicine, Houston (USA)
- 1989 Ching-Hsien Huang, Department of Biochemistry, University of Virginia, Charlottesville (USA)
- 1990 James E. Rothman, Department of Molecular Biology, Princeton University, New Jersey (USA); Karel W. A. Wirtz, Centrum voor Biomembranen en Lipid Enzymologie, Rijksuniversiteit Utrecht (Niederlande)
- 1991 Jan L. Breslow, Laboratory of Biochemical Genetics, The Rockefeller University, New York (USA)
- 1991 Wolfgang J. Schneider, Institute for Molecular Genetics, Universität Wien (Österreich)
- 1992 Lev D. Bergelson, Shemyakin Institute for Bioorganic Chemistry (Russia)n Academie of Sciences, Moskau (Russland)
- 1993 Walter Neupert, Institute for Physiological Chemistry, Physical Biochemistry and Cell Biology, Ludwig-Maximilians-Universität, München (Deutschland)
- 1994 Joachim Seelig, Department for Biophysical Chemistry, Biocenter, Universität Basel (Schweiz)
- 1995 Jean E. Schaffer, Whitehead Institute for Biological Research, Massachusetts Institute of Technology, Cambridge (Vereinigtes Königreich); Dennis E. Vance, Lipid and Lipoprotein Research, Faculty of Medicine, University of Alberta, Edmonton (Kanada)
- 1996 Jeffrey M. Friedman, Howard Hughes Medical Institute, Research Laboratories, The Rockefeller University, New York (USA)
- 1997 Bruce M. Spiegelman, Dana-Farber Cancer Institute, Division of Cellular and Molecular Biology, Boston (USA)
- 1998 Thomas E. Willnow, Max-Delbrueck-Center for Molecular Medicine, Working Group Lipids and Gentherapy, Berlin (Deutschland)
- 1999 Ernst Heinz, Institut für Allgemeine Botanik, Universität Hamburg (Deutschland)
- 2000 Lewis Clayton Cantley, Harvard Institutes of Medicine, Boston (USA)
- 2001 Felix Wieland, Biochemie-Zentrum der Ruprecht-Karls-Universität Heidelberg (Deutschland)
- 2002 Stephen O’Rahilly, Institut für Medizin und Klinische Biochemie der Universität Cambridge (Vereinigtes Königreich)
- 2003 David J. Mangelsdorf, Howard Hughes Medical Institute der University of Texas Southwestern Medical Center, Dallas (USA)
- 2004 Raphael Mechoulam, Hebrew University Jerusalem (Israel); Roger Nicoll, University of California, San Francisco (USA)
- 2005 Helen H. Hobbs, University of Texas, Southwestern Medical School (USA)
- 2006 Alois Fürstner, Max-Planck-Institut für Kohlenforschung, Mülheim/Ruhr (Deutschland)
- 2007 Joachim Herz, Department of Molecular Genetics, University of Texas Southwestern Medical Center, Dallas (USA)
- 2008 Markus Stoffel, Eidgenössische Technische Hochschule Zürich (Schweiz)
- 2009 Steven Ley, University of Cambridge (Vereinigtes Königreich)
- 2010 Nenad Ban, Eidgenössische Technische Hochschule Zürich (Schweiz)
- 2011 Franz-Ulrich Hartl, Max-Planck-Institut für Biochemie, Martinsried (Deutschland)
- 2012 Carolyn Bertozzi, University of California, Berkeley (USA)
- 2013 Tony Kouzarides, University of Cambridge (Vereinigtes Königreich)
- 2014 Reinhard Jahn, Max-Planck-Institut für biophysikalische Chemie, Göttingen (Deutschland)
- 2015 Gero Miesenböck, University of Oxford (Vereinigtes Königreich)
- 2016 Peter G. Schultz, Scripps Research Institute (USA)
- 2017 Alexander Varshavsky, California Institute of Technology (USA)
- 2018 Pascale Cossart, Institut Pasteur (Frankreich)
- 2019 Jens Claus Brüning, Max-Planck-Institut für Stoffwechselforschung, Köln (Deutschland)
- 2020 Craig M. Crews, Yale University (USA)
- 2021 Thomas Boehm, Max-Planck-Institut für Immunbiologie und Epigenetik (Deutschland)
- 2022 Xiaowei Zhuang, Harvard University (USA)
- 2023 Matthias H. Tschöp, Helmholtz Zentrum München (Deutschland)
- 2024 Benjamin F. Cravatt, Scripps Institute (USA)
- 2025 Adrian R. Krainer, Cold Spring Harbor Laboratory (USA)

## Preisträger der Heinrich-Wieland-Medaille in Gold für das Lebenswerk
- 1989 Gotthard Schettler, Medizinische Universitätsklinik Heidelberg (Deutschland)
- 1995 Theodor Wieland, Max-Planck-Institut für Medizinische Forschung, Heidelberg (Deutschland)
- 2005 Karl Decker, Institut für Biochemie und Molekular-Biologie; Albert-Ludwigs-Universität, Freiburg (Deutschland)
- 2008 Nepomuk Zöllner, München (Deutschland)